# Charles-François de Lorraine
Charles-François de Lorraine (11 juillet 1661 - 15 août 1702), prince de Commercy, est un prince français de la maison de Lorraine. Maréchal du Saint-Empire romain germanique et conseiller du prince Eugène de Savoie-Carignan, il dirige les troupes impériales pendant la Grande guerre turque, la Guerre de la Ligue d'Augsbourg et la Guerre de succession d'Espagne.

## Biographie
Fils de François-Marie de Lorraine, comte de Lillebonne, commandant de cavalerie dans l'armée française, et d'Anne de Lorraine, fille du duc Charles IV de Lorraine, Charles de Lorraine naît le 11 juillet 1661 à Bar-le-Duc, dans le duché de Bar. Il appartient à la branche d'Elbeuf, cadette de la Maison de Lorraine-Guise, installée en France au siècle précédent.

### Carrière militaire
Il rejoint d'abord l'armée française, qu'il quitte en mai 1684, pour rejoindre les troupes du Saint-Empire romain germanique pendant la Grande guerre turque. Au début de la guerre, il est un aide de camp du duc Charles V de Lorraine, dans ses négociations avec Frédéric VII Magnus de Bade-Durlach. En 1685, il prend part au siège de Nové Zámky, où il est blessé. La même année, il est commandant en second au siège de Buda (1686), où il est également blessé. 
Le 11 octobre 1685, il est promu général. Le 23 novembre 1685 l'empereur Léopold Ier lui confie un régiment de cuirassiers jusqu'à la fin de la guerre. En 1688, Charles François de Lorraine est l'un des commandants lors du siège de Belgrade (1688). Après la prise de la ville, il est promu lieutenant-général. Il devient un lieutenant très écouté du prince Eugène de Savoie-Carignan.
Lors de la guerre de la Ligue d'Augsbourg, il combat en Rhénanie comme général. En 1690,il défend la forteresse de Mayence assiégée par les Français. En 1692, il est général de cavalerie et prend part au siège d'Embrun. Le 12 mai 1696, il est promu Feld-maréchal et dirige les troupes autrichiennes lors de la Guerre de succession d'Espagne. Il combat en Italie, prend part à la bataille de Carpi et à celle de Chiari le 1er septembre 1701. Le 1er février 1702, il est l'un des commandants lors de la bataille de Crémone (1702). Il tombe le 15 août 1702 pendant la bataille de Luzzara. Il est enterré à Nancy.